# Petra Grabowski
Petra Grabowski, po mężu Borzym (ur. 31 stycznia 1952) – niemiecka kajakarka. Srebrna medalistka olimpijska z Monachium.
Reprezentowała Niemiecką Republiką Demokratyczną. Zawody w 1972 były jej jedynymi igrzyskami olimpijskimi. Medal zdobyła w kajakowej dwójce na dystansie 500 metrów. Partnerowała jej Ilse Kaschube. Na mistrzostwach świata zdobyła sześć medali, zwyciężając w 1973 w kajakowej dwójce. Była druga w 1970 w czwórce, w 1971 w dwójce i w jedynce w 1973, brąz zdobywała w 1970 w dwójce i w 1971 w czwórce.
Jej mąż Hans-Joachim Borzym był wioślarzem i medalistą olimpijskim.